# Vòng loại Giải bóng đá U-17 Quốc gia 2009
Vòng loại Giải bóng đá U-17 Quốc gia 2009 là giải đấu vòng loại cho Giải bóng đá Vô địch U-17 Quốc gia 2024 do Liên đoàn bóng đá Việt Nam (VFF) tổ chức. 
Vòng loại diễn ra từ ngày 1 tháng 6 đến ngày 30 tháng 6 năm 2009. Tổng cộng có tám đội sẽ đủ điều kiện để tham dự vòng chung kết, bao gồm cả đội được đặc cách tham dự giải đấu với tư cách chủ nhà và đội đương kim vô địch Giải bóng đá U-17 Quốc gia 2008.

## Các đội bóng
Hai mươi ba đội bóng đã đăng ký tham dự mùa giải lần này từ vòng loại. Đội đương kim vô địch Sông Lam Nghệ An và đội chủ nhà của vòng chung kết Nam Định được ưu tiên không phải thi đấu vòng loại. Các đội bóng được sắp xếp sẵn vào các bảng đấu dựa theo khu vực địa lý. Những đội bóng đóng vai trò là chủ nhà của bảng đấu vòng loại được ký hiệu bởi (H).
| Vào thẳng vòng chung kết | 1. Nam Định (chủ nhà vòng chung kết) 2. Sông Lam Nghệ An (đương kim vô địch)                                                                         | 1. Nam Định (chủ nhà vòng chung kết) 2. Sông Lam Nghệ An (đương kim vô địch) | 1. Nam Định (chủ nhà vòng chung kết) 2. Sông Lam Nghệ An (đương kim vô địch)                                                                                      | 1. Nam Định (chủ nhà vòng chung kết) 2. Sông Lam Nghệ An (đương kim vô địch) |
| Các đội còn lại          | Bảng A | Bảng B                                                                       | Bảng C | Bảng D                                                                       |
| Các đội còn lại          | 1. Trung tâm bóng đá Viettel (H) 2. Hà Tĩnh 3. Hòa Phát Hà Nội 4. Ninh Bình 5. Quân khu 4 6. Quảng Ninh 7. T&T Hà Nội 8. Trung tâm bóng đá Hải Phòng | 1. Thừa Thiên Huế (H) 2. Bình Định 3. Ninh Thuận 4. SHB Đà Nẵng              | 1. Thành phố Hồ Chí Minh (H) 2. Bình Phước 3. Bình Thuận (W) 4. Câu lạc bộ Việt Hàn 5. Đồng Nai 6. Khánh Hòa 7. Long An 8. Trường Năng khiếu nghiệp vụ Bình Dương | 1. Cà Mau (H) 2. Bến Tre 3. Đồng Tháp 4. Tiền Giang                          |

- Chú thích: (W): Rút lui.

## Thể thức
Do Hà Tĩnh được bổ sung ở bảng A và Bình Thuận rút lui ở bảng C, thể thức thi đấu ở các bảng như sau:
- Bảng A: 8 đội được chia thành hai nhóm 4 đội, trong mỗi nhóm các đội thi đấu vòng tròn một lượt tính điểm. Hai đội đứng đầu mỗi nhóm lọt vào vòng bán kết, hai đội thắng bán kết giành quyền tham dự vòng chung kết.[1]
- Các bảng B, C, D: Các đội trong bảng thi đấu theo thể thức vòng tròn một lượt tính điểm. Chọn đội nhất bảng B, hai đội đứng đầu bảng C và đội nhất bảng D lọt vào vòng chung kết.

### Các tiêu chí
Các đội được xếp hạng theo điểm (3 điểm cho 1 trận thắng, 1 điểm cho 1 trận hòa, 0 điểm cho 1 trận thua), và nếu bằng điểm, các tiêu chí sau đây được áp dụng theo thứ tự, để xác định thứ hạng:
1. Điểm trong các trận đối đầu trực tiếp giữa các đội bằng điểm;
2. Hiệu số bàn thắng thua trong các trận đối đầu trực tiếp giữa các đội bằng điểm;
3. Số bàn thắng ghi được trong các trận đối đầu trực tiếp giữa các đội bằng điểm;
4. Nếu có nhiều hơn hai đội bằng điểm, và sau khi áp dụng tất cả các tiêu chí đối đầu ở trên, một nhóm nhỏ các đội vẫn còn bằng điểm nhau, tất cả các tiêu chí đối đầu ở trên được áp dụng lại cho riêng nhóm này;
5. Hiệu số bàn thắng thua trong tất cả các trận đấu bảng;
6. Số bàn thắng ghi được trong tất cả các trận đấu bảng;
7. Bốc thăm.

## Đội hình
Các cầu thủ sinh từ ngày 1 tháng 1 năm 1993 đến ngày 31 tháng 12 năm 1994 có đủ điều kiện để tham dự giải đấu. Mỗi đội bóng phải đăng ký một danh sách gồm tối đa 25 cầu thủ, với tối đa 5 cầu thủ thuộc độ tuổi 17 (Quy định mục 4.1 và 4.2).

## Các bảng

### Bảng A
Các trận đấu diễn ra tại Trung tâm Đào tạo bóng đá Viettel, Hà Nội từ ngày 12 tháng 6 đến ngày 19 tháng 6 năm 2009.

#### Nhóm A
| VT | Đội                           | ST | T | H | B | BT | BB | HS | Đ | Giành quyền tham dự |
| -- | ----------------------------- | -- | - | - | - | -- | -- | -- | - | ------------------- |
| 1  | Hà Tĩnh                       | 0  | 0 | 0 | 0 | 0  | 0  | 0  | 0 | Bán kết nhóm        |
| 2  | Trung tâm bóng đá Viettel (H) | 0  | 0 | 0 | 0 | 0  | 0  | 0  | 0 | Bán kết nhóm        |
| 3  | Quảng Ninh                    | 0  | 0 | 0 | 0 | 0  | 0  | 0  | 0 |                     |
| 4  | Quân khu 4                    | 0  | 0 | 0 | 0 | 0  | 0  | 0  | 0 |                     |

| Quân khu 4 | – | Hà Tĩnh |
| ---------- | - | ------- |
|            |   |         |

| Trung tâm bóng đá Viettel | – | Quảng Ninh |
| ------------------------- | - | ---------- |
|                           |   |            |

| Hà Tĩnh | – | Quảng Ninh |
| ------- | - | ---------- |
|         |   |            |

| Trung tâm bóng đá Viettel | – | Quân khu 4 |
| ------------------------- | - | ---------- |
|                           |   |            |

| Quảng Ninh | – | Quân khu 4 |
| ---------- | - | ---------- |
|            |   |            |

| Trung tâm bóng đá Viettel | – | Hà Tĩnh |
| ------------------------- | - | ------- |
|                           |   |         |

#### Nhóm B
| VT | Đội                         | ST | T | H | B | BT | BB | HS | Đ | Giành quyền tham dự |
| -- | --------------------------- | -- | - | - | - | -- | -- | -- | - | ------------------- |
| 1  | Ninh Bình                   | 0  | 0 | 0 | 0 | 0  | 0  | 0  | 0 | Bán kết nhóm        |
| 2  | Hòa Phát Hà Nội             | 0  | 0 | 0 | 0 | 0  | 0  | 0  | 0 | Bán kết nhóm        |
| 3  | T&T Hà Nội                  | 0  | 0 | 0 | 0 | 0  | 0  | 0  | 0 |                     |
| 4  | Trung tâm bóng đá Hải Phòng | 0  | 0 | 0 | 0 | 0  | 0  | 0  | 0 |                     |

| Ninh Bình | – | Hòa Phát Hà Nội |
| --------- | - | --------------- |
|           |   |                 |

| T&T Hà Nội | – | Trung tâm bóng đá Hải Phòng |
| ---------- | - | --------------------------- |
|            |   |                             |

| Trung tâm bóng đá Hải Phòng | – | Hòa Phát Hà Nội |
| --------------------------- | - | --------------- |
|                             |   |                 |

| T&T Hà Nội | – | Ninh Bình |
| ---------- | - | --------- |
|            |   |           |

| Hòa Phát Hà Nội | 2–0      | T&T Hà Nội |
| --------------- | -------- | ---------- |
|                 | Chi tiết |            |

| Ninh Bình | 2–1      | Trung tâm bóng đá Hải Phòng |
| --------- | -------- | --------------------------- |
|           | Chi tiết |                             |

#### Bán kết
Trong vòng bán kết, nếu trận đấu có kết quả hòa sau 90 phút chính thức, loạt sút luân lưu sẽ được sử dụng để xác định đội thắng (không có hiệp phụ).
| Hà Tĩnh | 1–1      | Ninh Bình |
| ------- | -------- | --------- |
|         | Chi tiết |           |

Ninh Bình thắng sau loạt sút luân lưu.
| Hòa Phát Hà Nội | 1–2      | Trung tâm bóng đá Viettel |
| --------------- | -------- | ------------------------- |
|                 | Chi tiết |                           |

### Bảng B
Các trận đấu diễn ra tại Huế từ ngày 22 tháng 6 đến ngày 26 tháng 6 năm 2009.

### Bảng C
Các trận đấu diễn ra tại Trung tâm thể thao Thành Long, Thành phố Hồ Chí Minh từ ngày 1 tháng 6 đến ngày 13 tháng 6 năm 2009.
| VT | Đội                       | ST | T | H | B | BT | BB | HS | Đ | Giành quyền tham dự |
| -- | ------------------------- | -- | - | - | - | -- | -- | -- | - | ------------------- |
| 1  | Đồng Nai                  | 1  | 1 | 0 | 0 | 5  | 0  | +5 | 3 | Vòng chung kết      |
| 2  | Thành phố Hồ Chí Minh (H) | 1  | 1 | 0 | 0 | 8  | 0  | +8 | 3 | Vòng chung kết      |
| 3  | Đồng Tâm Long An          | 1  | 0 | 1 | 0 | 0  | 0  | 0  | 1 |                     |
| 4  | Bình Dương                | 0  | 0 | 0 | 0 | 0  | 0  | 0  | 0 |                     |
| 5  | Khánh Hòa                 | 1  | 0 | 0 | 1 | 0  | 5  | −5 | 0 |                     |
| 6  | Bình Phước                | 1  | 0 | 1 | 0 | 0  | 0  | 0  | 1 |                     |
| 7  | Câu lạc bộ Việt Hàn       | 1  | 0 | 0 | 1 | 0  | 8  | −8 | 0 |                     |

| Bình Phước | 0–0      | Đồng Tâm Long An |
| ---------- | -------- | ---------------- |
|            | Chi tiết |                  |

| Đồng Nai | 5–0      | Khánh Hòa |
| -------- | -------- | --------- |
|          | Chi tiết |           |

| Câu lạc bộ Việt Hàn | 0–8      | Thành phố Hồ Chí Minh |
| ------------------- | -------- | --------------------- |
|                     | Chi tiết |                       |

| Bình Dương | – | Khánh Hòa |
| ---------- | - | --------- |
|            |   |           |

| Bình Phước | – | Thành phố Hồ Chí Minh |
| ---------- | - | --------------------- |
|            |   |                       |

| Đồng Nai | 3–0      | Câu lạc bộ Việt Hàn |
| -------- | -------- | ------------------- |
|          | Chi tiết |                     |

| Đồng Tâm Long An | 1–3      | Thành phố Hồ Chí Minh |
| ---------------- | -------- | --------------------- |
|                  | Chi tiết |                       |

| Bình Dương | 9–0      | Câu lạc bộ Việt Hàn |
| ---------- | -------- | ------------------- |
|            | Chi tiết |                     |

| Bình Phước          | 2–2      | Đồng Nai                                |
| ------------------- | -------- | --------------------------------------- |
| - 10' (ph.đ.) - 75' | Chi tiết | - Nguyễn Văn Tiền 11' - Lê Quốc Anh 43' |

| Khánh Hòa | – | Câu lạc bộ Việt Hàn |
| --------- | - | ------------------- |
|           |   |                     |

| Đồng Tâm Long An | 3–1      | Đồng Nai |
| ---------------- | -------- | -------- |
|                  | Chi tiết |          |

| Bình Dương | – | Bình Phước |
| ---------- | - | ---------- |
|            |   |            |

| Thành phố Hồ Chí Minh | 1–4      | Đồng Nai                   |
| --------------------- | -------- | -------------------------- |
|                       | Chi tiết | - Hồng Nghĩa - Lê Quốc Anh |

| Khánh Hòa | 1–1      | Bình Phước |
| --------- | -------- | ---------- |
|           | Chi tiết |            |

| Đồng Tâm Long An | 3–3      | Bình Dương |
| ---------------- | -------- | ---------- |
|                  | Chi tiết |            |

| Câu lạc bộ Việt Hàn | – | Bình Phước |
| ------------------- | - | ---------- |
|                     |   |            |

| Thành phố Hồ Chí Minh | – | Bình Dương |
| --------------------- | - | ---------- |
|                       |   |            |

| Khánh Hòa | – | Đồng Tâm Long An |
| --------- | - | ---------------- |
|           |   |                  |

| Đồng Nai | 2–1      | Bình Dương |
| -------- | -------- | ---------- |
|          | Chi tiết |            |

| Câu lạc bộ Việt Hàn | 1–8      | Đồng Tâm Long An |
| ------------------- | -------- | ---------------- |
|                     | Chi tiết |                  |

| Thành phố Hồ Chí Minh | 4–1      | Khánh Hòa |
| --------------------- | -------- | --------- |
|                       | Chi tiết |           |

## Các đội vượt qua vòng loại
Dưới đây là các đội đã vượt qua vòng loại để thi đấu tại vòng chung kết Giải bóng đá U-17 Quốc gia 2009.
| Câu lạc bộ                | Tư cách vượt qua vòng loại | Ngày vượt qua vòng loại |
| ------------------------- | -------------------------- | ----------------------- |
| Sông Lam Nghệ An          | Vô địch U-17 Quốc gia 2008 | 13 tháng 7 năm 2008     |
| Nam Định                  | Chủ nhà                    | 2009                    |
| Đồng Nai                  | Nhất bảng C                | 13 tháng 6 năm 2009     |
| Thành phố Hồ Chí Minh     | Nhì bảng C                 | 13 tháng 6 năm 2009     |
| Ninh Bình                 | Thắng bán kết bảng A       | 19 tháng 6 năm 2009     |
| Trung tâm bóng đá Viettel | Thắng bán kết bảng A       | 19 tháng 6 năm 2009     |
| Thừa Thiên Huế            | Nhất bảng B                |                         |
| Đồng Tháp                 | Nhất bảng D                | 28 tháng 6 năm 2009     |